# Sida elongata
Sida elongata är en malvaväxtart som beskrevs av Carl Ludwig von Blume. Sida elongata ingår i släktet sammetsmalvor, och familjen malvaväxter. Utöver nominatformen finns också underarten S. e. balica.